# Dione di Alessandria
Dione (in greco antico: Δίων?, Díon; ... – 57 a.C.) è stato un filosofo e funzionario egizio del periodo tolemaico.

## Biografia
Dione studiò sotto la guida di Antioco di Ascalona, diventando un filosofo platonico. Plutarco ci dice che Dione scrisse un Symposion. Dione di Alessandria fu il capo della delegazione di cento ambasciatori inviati dai suoi concittadini a Roma nel 57 a.C. per parlare in Senato contro il re esiliato Tolomeo XII; tuttavia, insieme a molti altri membri della spedizione, venne ucciso per ordine di Tolomeo.